# Гюнтер Нецер
Гюнтер Теодор Нецер (на немски: Günter Theodor Netzer) е бивш немски футболисти мениджър и настоящ футболен коментатор и медиен предприемач, роден на 14 септември 1944 г. в Мьонхенгладбах. Два пъти е избиран за Футболист № 1 на Германия.

## Кариера като футболист
Нецер подписва първия си професионален договор с отбора на Борусия Мьонхенгладбах през 1965 г. За Борусия има 230 мача и 82 гола. Става двукратен шампион на Германия, а през 1973 печели Купата на Германия, като влиза като резерва в продълженията и отболязва победния гол срещу Кьолн (2:1). Това попадение е избрано за гол на годината, а днес Нецер признава, че го отбелязал случайно, защото не ритнал топката както трябва.
През 1973 преминава в Реал Мадрид, където печели две шампионски титли и два пъти Купата на Испания. От 1976 играе един сезон в швейцарския Грасхопер.
За националния отбор играе в периода 1965 - 1975 и има 37 мача и шест гола. Световен и европейски шампион от СП 1974) и Евро 1972.
Нецер е типичен плеймейкър, известен с пасове на далечни разстояния и пробиви от по-задни позиции. Освен че притежава прекрасна техника, той има и добри лидерски качества.

## Кариера като мениджър
След като през 1977 приключва активната си състезателна кариера, Нецер предлага на Хамбургер да издава клубното списание. Президентът на отбора Паул Бентиен е съгласен това да стане, но само при условие, че Нецер стане и мениджър на отбора. Нецер заема поста в периода 1978 - 1986. Още в началото той изправя позакъсалия отбор на крака, като разбива отделните групички от играчи. Нецер изгонва интригантите и убеждава Кевин Кигън да остане. Благодарение на него в отбора пристигат треньори като Бранко Зебец и Ернст Хапел и играчи като Хорст Хрубеш, Уилям Хартвих и Дитмар Якобс. През тези години Хамбургер става носител на КЕШ, три пъти шампион и три пъти вицешампион.

## Кариера в медиите
Освен клубното списание на Хамбиргер, като играч на Борусия Нецер издава и тяхното клубно списание. След като приключва кариерата си, той основава рекламна агенция в Цюрих. Днес той е изпълнителен директор на агентура Инфронт Спортс & Медия АД, която търгува с права за излъчване на спортни прояви. Освен това той работи като футболен коментатор в германския държавен телевизионен канал АРД.

## Успехи
- 2 х Футболист на годината в Германия: 1972 и 1973
- 1 х Световен шампион: 1974
- 1 х Европейски шампион: 1972
- 1 х Финалист за Купата на УЕФА: 1973
- 2 х Шампион на Германия: 1970 и 1971
- 1 х Носител на Купата на Германия: 1973
- 2 х Шампион на Испания: 1975 и 1976
- 2 х Носител на Купата на Испания: 1974 и 1975

## Любопитни факти
- От 1971 до 1973 е собственик на дискотека Lovers Lane в Мьонхенгладбах.
- В периода 1991 – 1992 е съветник в Шалке 04.
- В края на предаването на немската държавна телевизия ZDF „Актуално спортно студио“ гостите трябва да вкарат футболна топка от седем метра във врата с две дупки – горна и долна – с диаметър 55 см, като имат по три опита на дупка. През 1974 Гюнтер Нецер става първият гост, който успява да вкара пет пъти. Няма гост, успял да уцели дупките и при шестте се опита, а само седем души изравняват рекорда на Нецер – Руди Фьолер, Гюнтер Херман, Райнхард Зафтих, Матиас Бекер, Ролф Фрингер, Франк Рост и Франк Пагелсдорф
- От 1987 г. Нецер е женен за фотомодела Елвира Ланг, от която има една дъщеря.
- През 2004 от печат излиза автобиографията му Aus der Tiefe des Raumes.